# 温榆河
40°02′23″N 116°30′00″E / 40.0398564°N 116.5000946°E

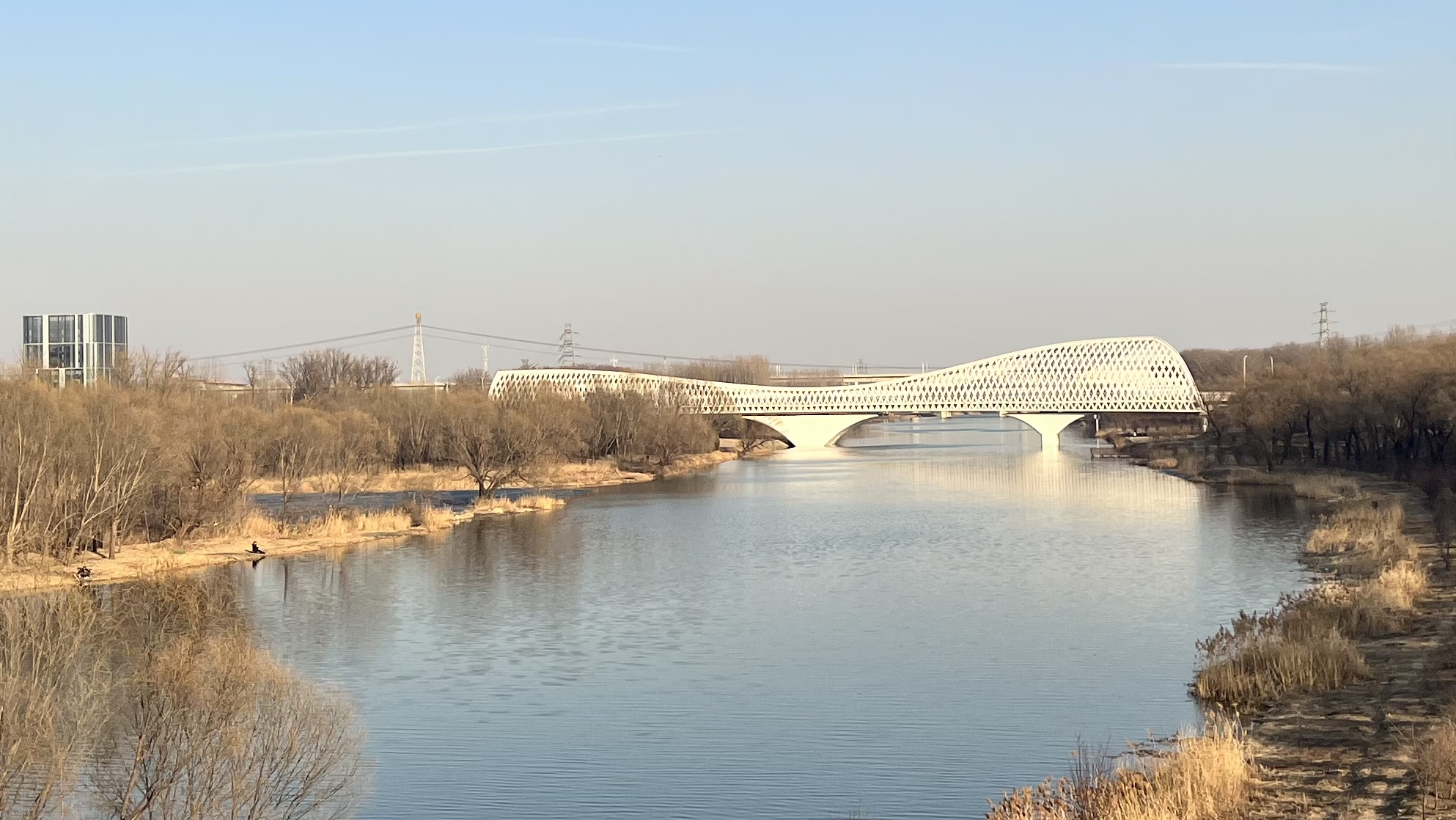
位于北京未来科学城的温榆河东桥

温榆河古称温水、湿余水、温余水，俗称果渠。发源于燕山南麓昌平县居庸关，由东沙河、北沙河、南沙河汇合而成，全長47.5公里，流域面积2478平方公里，是京杭大运河的上游，属海河水系，为北运河在通州区以上的部分之名称。终点为通州区五河交汇处。元朝时是京杭大运河最北边的转运点。是北京五大水系（永定河、潮白河、温榆河、拒马河和泃河）中惟一常年有水的河流。

## 支流
- 小中河
- 清河

1. ↑  许辉. . 北京日报. 2021-04-22  [2021-04-25]. （原始内容存档于2021-05-10）.